# Liste von Mühlen an der Eger

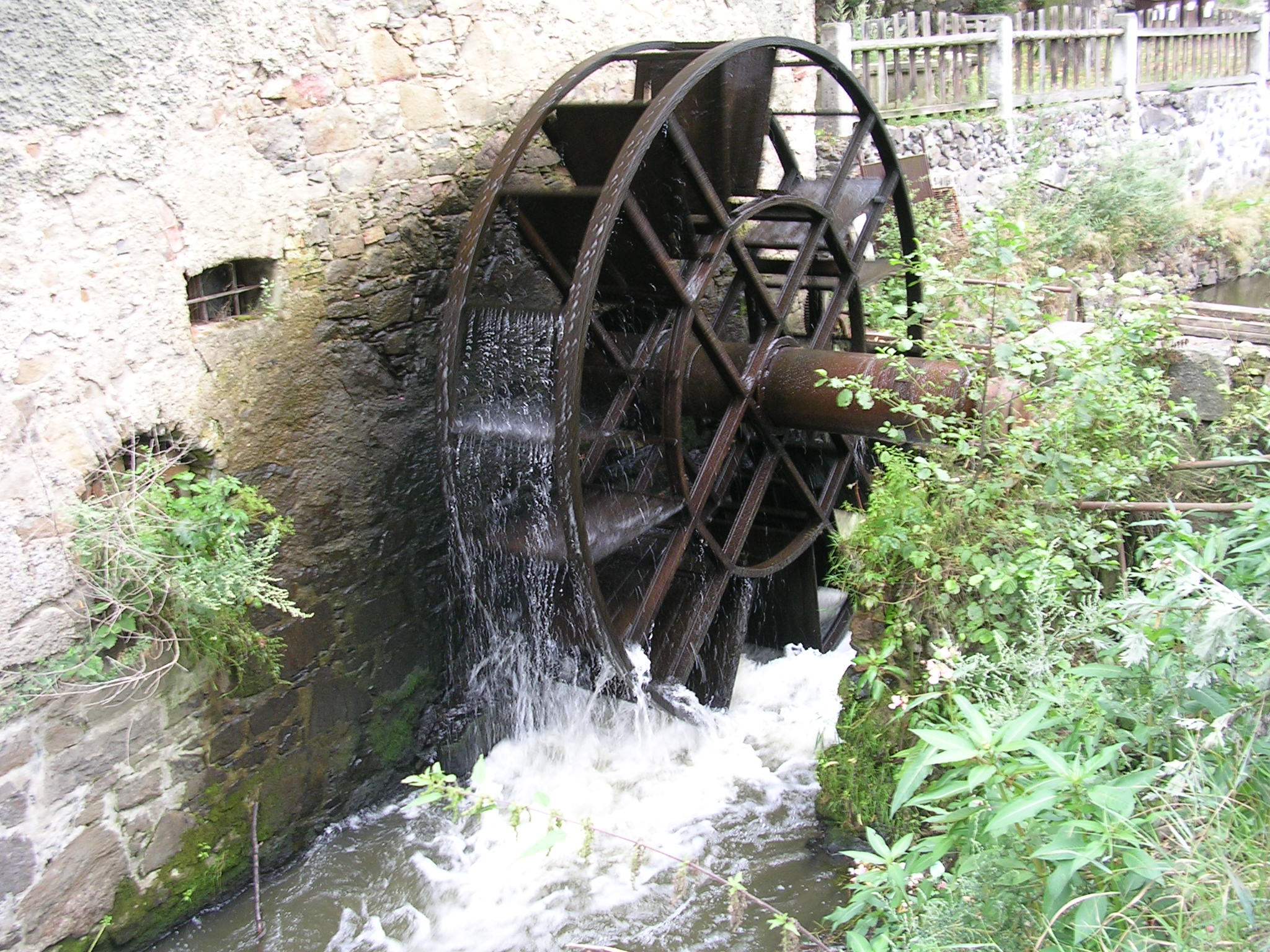
Mühlrad der Wassermühle Jakubov (Jokes)

Die Liste von Mühlen an der Eger/Ohře gibt eine Übersicht über historische Wassermühlen an der Eger (tschech. Ohře) und ihren Zuflüssen unabhängig davon, ob sie noch existieren oder bereits verfallen und abgerissen sind. Es wurden über 200 Mühlenstandorte erfasst. Viele Mühlen existieren nicht mehr, einige sind umgebaut und dienen anderen Zwecken. 
Zu den Wassermühlen entlang größerer Nebenflüsse der Eger siehe auch: Liste von Mühlen an der Chomutovka.

## Legende
- Lage: Ortsteil bzw. Gemarkung sowie Straßenname und Hausnummer. Der Link Standort führt zur Kartendarstellung.
- Objekt: Name der Mühle.
- Beschreibung: Angabe baulicher und geschichtlicher Einzelheiten, von Denkmaleigenschaften sowie ehemaligen Besitzern oder Bewohnern der Mühle.
- ÚSKP-Nr.: Mühlen, die unter Denkmalschutz stehen, werden hier eingetragen. Der Link Katalog führt zur tschechischen Denkmalliste. Ein ggf. vorhandenes Icon  führt zu den Angaben bei Wikidata.
- Bild: zeigt ein Bild der Mühle und gegebenenfalls einen Link zu weiteren Fotos.

## Liste von Mühlen an der Eger-Ohře
Die Liste der ehemaligen Mühlen ist entsprechend der örtlichen Lage von der Quelle bis zur Mündung in die Elbe gegliedert.
| Lage                                                      | Objekt                                     | Beschreibung | ÚSKP-Nr.                  | Bild                                 |
| --------------------------------------------------------- | ------------------------------------------ | --- | ------------------------- | ------------------------------------ |
| Weißenhaid, OT von Weißenstadt (Standort)                 | Weißenhaider Mühle                         | ehem. Weißenhaider Mühle am Zinnbach (Alte Eger) |                           | BW                                   |
| Neuenhammer bei Weißenstadt (Standort)                    | Neuenhammer                                | ehem. Hammermühle, Neuenhammer |                           | BW                                   |
| Weißenstadt (Standort)                                    | Weihermühle Weißenstadt                    | ehem. Weihermühle |                           | BW                                   |
| Weißenstadt, Wunsiedler Straße 48 (Standort)              | Angermühle Weißenstadt                     | ehem. Angermühle Weißenstadt; erdgeschossiger Massivbau mit Zwerchhaus, im Kern wohl 18. Jh., ehemaliges Halbwalmdach zu Satteldach umgebaut, unter Denkmalschutz (D-4-79-166-28) | Wikidata-Objekt anzeigen  | Angermühle Weißenstadt               |
| Meierhof, OT von Weißenstadt (Standort)                   | Finkenmühle Meierhof                       | ehem. Finkenmühle am Birkenbach |                           | BW                                   |
| Weißenstadt, Staudenmühle 1 (Standort)                    | Staudenmühle Weißenstadt                   | ehem. Staudenmühle am Birkenbach |                           | BW                                   |
| Weißenstadt, Grafenmühle 3 (Standort)                     | Grafenmühle Weißenstadt                    | ehem. Grafenmühle Weißenstadt, Kornmühle (1868) |                           | BW                                   |
| Franken (Standort)                                        | Frankenhammer Franken                      | ehem. Hammermühle, Frankenhammer Franken |                           | BW                                   |
| Röslau (Standort)                                         | Thusmühle Röslau                           | ehem. Thusmühle Röslau, urspr. Walkmühle, 1886 Pappenfabrik von Oskar Böttcher errichtet, bis 1972 in Betrieb, genaue Lage unklar |                           | weitere Bilder                       |
| Röslau, Hauptstraße 11 (Standort)                         | Mühle Röslau                               | ehem. Mühle Röslau |                           | BW                                   |
| Neudes, OT von Marktleuthen (Standort)                    | Neudeser Mühle                             | ehem. Neudeser Mühle, abgerissen (wüst), genaue Lage unklar |                           | BW                                   |
| Neudorf, OT von Marktleuthen, Neudorfermühle 1 (Standort) | Neudorfer Mühle                            | ehem. Neudorfer Mühle, 1971 stillgelegt; zweigeschossiges Wohnstallhaus mit Halbwalm an der freien Seite, geohrte Tür- und Fensterrahmungen, um 1800, modern verkleidet, unter Denkmalschutz (D-4-79-135-48) | Wikidata-Objekt anzeigen  | BW                                   |
| Marktleuthen (Standort)                                   | Neumühle Marktleuthen                      | ehem. Neumühle Marktleuthen, ab 1892 Steinschleiferei, seit 1976 Elektrizitätswerk Neumühle |                           | BW                                   |
| Marktleuthen (Standort)                                   | Eckenmühle Marktleuthen                    | ehem. Eckenmühle Marktleuthen |                           | BW                                   |
| Marktleuthen, Mühlgasse 10 (Standort)                     | Marktsmühle Marktleuthen                   | ehem. Marktsmühle Marktleuthen |                           | BW                                   |
| Hebanz, Ruggenmühle 19 (Standort)                         | Ruggenmühle Hebanz                         | ehem. Ruggenmühle Hebanz am Bibersbach; Wohnstallhaus mit Satteldach und Fachwerkobergeschoss, Türstock bez. 1768; Mühlenanbau, massiv und verputzt, Halbwalmdach, bez. 1771 | Wikidata-Objekt anzeigen  | BW                                   |
| Wendenhammer 1, 1a, OT von Marktleuthen (Standort)        | Wendenhammer                               | ehem. Hammermühle, später Hammerwerk; ehemaliges Hammerherrenhaus, stattlicher, zweigeschossiger Halbwalmdachbau, massiv und verputzt, mit Seiten- und Mittelrisaliten, klassizistisch, 1815, westliche Stirnseite modern verkleidet, unter Denkmalschutz (D-4-79-135-49) | Wikidata-Objekt anzeigen  | BW                                   |
| Höchstädt, Hofmühle (Standort)                            | Hofmühle Höchstädt                         | ehem. Hofmühle Höchstädt am Weiherslohbach |                           | BW                                   |
| Kaiserhammer, Mühlgraben 2-6 (Standort)                   | Hammergut Kaiserhammer                     | ehem. Hammermühle, Hammergut Kaiserhammer mit Mahl- und Schneidmühle |                           | Hammergut Kaiserhammer               |
| Thierstein, Hohenmühle 2 (Standort)                       | Hohenmühle Thierstein                      | ehem. Hohenmühle Thierstein am Dangesbach, später Sägewerk |                           | BW                                   |
| Schwarzenhammer (Standort)                                | Schwarzenhammer                            | ehem. Hammermühle, Schwarzenhammer |                           | Schwarzenhammer                      |
| Hendelhammer 1, OT von Thierstein (Standort)              | Hendelhammer                               | ehem. Hammermühle, Hendelhammer |                           | BW                                   |
| Leupoldshammer, OT von Selb (Standort)                    | Leupoldshammer                             | ehem. Hammermühle, Leupoldshammer, genaue Lage unklar |                           | BW                                   |
| Blumenthal (Standort)                                     | Oppenmühle am Gut Blumenthal               | ehem. Oppenmühle Blumenthal, später Sägemühle |                           | BW                                   |
| Selb, Wellerthal 4 (Standort)                             | Mühle Wellerthal                           | ehem. Mühle Wellerthal |                           | BW                                   |
| Neuhaus an der Eger (Standort)                            | Wasserkraftwerk Hirschsprung               | Wasserkraftwerk Hirschsprung |                           | BW                                   |
| Neuhaus an der Eger (Standort)                            | Wasserkraftwerk                            | keine Mühle, Wasserkraftwerk Neuhaus, am Egerstausee | Wikidata-Objekt anzeigen  | Wasserkraftwerk                      |
| Neuhaus an der Eger (Standort)                            | Königsmühle, Neuhaus an der Eger           | ehem. Königsmühle, Neuhaus an der Eger |                           | BW                                   |
| Sommerhau (Standort)                                      | Massemühle Hohenberg an der Eger           | ehem. Massemühle Hohenberg an der Eger, Mineralmühle zur Gewinnung der Porzellenmasse |                           | BW                                   |
| Hohenberg an der Eger (Standort)                          | Pfeiffermühle Hohenberg an der Eger        | ehem. Pfeiffermühle Hohenberg an der Eger |                           | BW                                   |
| Hohenberg an der Eger (Standort)                          | Hammermühle Hohenberg an der Eger          | ehem. Hammermühle Hohenberg an der Eger |                           | BW                                   |
| Rybáře 1 (Standort)                                       | Fischerner Mühle                           | ehem. Mühle des Dorfes Fischern (Bayerisch Fischern) - Rybářský mlýn in Böhmisch Fischern auf tschechischer Seite gelegen, um 1950 abgerissen (wüst), genaue Lage unklar |                           | Fischerner Mühle                     |
| Pomezná 13 (Standort)                                     | Mühle Markhausen                           | ehem. Mühle - mlýn u Pomezné, nach 1945 abgerissen, jetzt Wasserkraftwerk MVE (Malá vodní elektrárna) Pomezná |                           | BW                                   |
| Pomezí nad Ohří 2 (Standort)                              | Oswaldmühle Mühlbach                       | ehem. Oswaldmühle - Oswaldův mlýn, abgerissen, jetzt im Stausee Skalka. |                           | BW                                   |
| Tůně 4 (Standort)                                         | Holzmühle Liebeneck                        | ehem. Holzmühle Liebeneck - Lesní mlýn, befindet sich am Rand des Stausees Skalka. |                           | BW                                   |
| Podhoří (Standort)                                        | Mühle Kreuzenstein (Insel Mühlerl)         | ehem. Mühle „Insel Mühlerl“ – Mlýnek, urspr. eine Getreidemühle, nach 1860 ein Ausflugslokal, nach 1962 abgerissen, jetzt im Stausee Skalka. |                           | weitere Bilder                       |
| Skalka (Standort)                                         | Alte Mühle Stein                           | ehem. Alte Mühle Stein oder Steiner Mühle - Starý mlýn, Skalka mlýn, eine Getreidemühle, in den 1960er Jahren abgerissen, jetzt im Stausee Skalka. |                           | weitere Bilder                       |
| Cheb, Břehnická 26 (Standort)                             | Pulvermühle Eger                           | ehem. Mühle am Břehnický potok (Pregnitzbach) - mlýn Prachovna, urspr. eine Papiermühle, später Pulvermühle, abgerissen, jetzt Minigolfplatz, genaue Lage unklar |                           | BW                                   |
| Cheb, Břehnická 16-17 (Standort)                          | Pregnitzmühle Eger                         | ehem. Pregnitzmühle Eger am Břehnický potok (Pregnitzbach) - Břehnický mlýn, genaue Lage unklar |                           | BW                                   |
| Cheb, Mlýnská 95/24 und 590/23 (Standort)                 | Stadtmühle Eger                            | ehem. Stadtmühle Eger - Městské mlýny, Panský mlýn, bereits im Jahr 1328 erwähnt, urspr. zwei Mühlen, später zu Dampfmühlen umgebaut: die vordere Herrenmühle (Nr. 95) und die hintere Schleifmühle (Nr. 94), diese 1945 zerstört, jetzt Kleinwasserkraftwerk und Mehrfamilienhaus. |                           | Stadtmühle Eger                      |
| Cheb, Slavice 37/4 (Standort)                             | Mühle Eger                                 | ehem. Ottomühle Eger - Slavický mlýn, später Sägewerk, 1945 zerstört, genaue Lage unklar |                           | BW                                   |
| Jindřichov 18, OT von Cheb (Standort)                     | Tannenmühle Honnersdorf                    | ehem. Tannenmühle Honnersdorf - Jedlový mlýn, Schneidemühle, später Bäckerei, jetzt Wohnhaus |                           | BW                                   |
| Chocovice 02E (Standort)                                  | Kötschwitzer Mühle                         | ehem. Kötschwitzer Mühle oder Mayer-Mühle - Mayerův mlýn, nach 1945 abgerissen, genaue Lage unklar |                           | BW                                   |
| Vokov 1 (Standort)                                        | Wogauer Mühle                              | ehem. Wogauer Mühle - Vokovský mlýn, urspr. Gutsmühle |                           | BW                                   |
| Nebanice 10 (Standort)                                    | Nebanitzer Mühle                           | ehem. Nebanitzer Mühle am Fleißenbach (Plesná) - Nebanický mlýn, uspr. Fachwerkbau nach 1975 abgerissen, jetzt Wohnhaus |                           | BW                                   |
| Mostov 2 (Standort)                                       | Schlossmühle Mostau                        | ehem. Schlossmühle Mostau - Mostovský mlýn, jetzt zusammen mit dem Schloss Mostov als Hotel Mlýn genutzt |                           | Schlossmühle Mostau                  |
| Liboc 10 (Standort)                                       | Leibitscher Mühle                          | ehem. Leibitscher Mühle am Libocký potok (Leibitschbach) - mlýn v Liboci, jetzt Wohnhaus |                           | BW                                   |
| Kynšperk nad Ohří, Pobřežní 278 (Standort)                | Bruckmühle Königsberg                      | ehem. Bruckmühle Königsberg an der Eger - Mostní mlýn, abgerissen (wüst), genaue Lage unklar |                           | BW                                   |
| Kynšperk nad Ohří, Sokolovská 294/35 (Standort)           | Herrenmühle Königsberg                     | ehem. Herrenmühle Königsberg an der Eger - Panský mlýn |                           | BW                                   |
| Libavské Údolí (Standort)                                 | Vogelmühle Liebauthal                      | ehem. Vogelmühle Liebauthal - Graserův mlýn, Mühle in der Nähe von Libavské Údolí (Liebauthal), abgerissen (wüst), genaue Lage unklar |                           | BW                                   |
| Šabina 27 (Standort)                                      | Mühle Schaben                              | ehem. Mühle Schaben - Šabinský mlýn, abgerissen (wüst), genaue Lage unklar |                           | BW                                   |
| Tisová 15, OT von Březová (Standort)                      | Schwarzmühle Theusau                       | ehem. Schwarzmühle Theusau - Černý mlýn Tisová, umgebaut zu einer Pension |                           | weitere Bilder                       |
| Sokolov, Růžové náměstí (Standort)                        | Egermühle Falkenau; Blechschmied-Mühle     | ehem. Egermühle Falkenau an der Eger - Blechschmiedův mlýn Sokolov, urspr. eine Stadtmühle, seit 1833 im Besitz der Familie Blechschmied, nach dem Zweiten Weltkrieg abgerissen, heute befindet sich hier das Finanzamt, genaue Lage unklar. |                           | BW                                   |
| Sokolov, Mlýnské příkopy 52 (Standort)                    | Niedermühle Falkenau                       | ehem. Niedermühle in Falkenau an der Eger, an der Zwota (Svatava) - Dolní mlýn Sokolov, jetzt Wohnhaus |                           | BW                                   |
| Královské Poříčí, U kostela (Standort)                    | Mühle Königswerth                          | ehem. Mühle Königswerth - mlýn v Královském Poříčí, abgerissen (wüst), genaue Lage unklar |                           | BW                                   |
| Loket, Zahradní 388/28 (Standort)                         | Mühle Elbogen I                            | ehem. Mühle Elbogen I - mlýn v Lokti I, Stadtmühle am oberen Wehr von Loket, jetzt ein Wasserkraftwerk. |                           | weitere Bilder                       |
| Loket (Standort)                                          | Niedermühle Elbogen                        | ehem. Niedermühle Elbogen - Dolní mlýn Loket an der Stoka, abgerissen (wüst), genaue Lage unklar |                           | BW                                   |
| Loket, Zahradní 224/56 (Standort)                         | Mühle Elbogen II                           | ehem. Mühle Elbogen II - mlýn v Lokti II, Mühle am unteren Wehr von Loket, später Porzellanfabrik, jetzt ein Wasserkraftwerk. |                           | weitere Bilder                       |
| Tuhnice, Západní, OT von Karlsbad (Standort)              | Donitzer Mühle                             | ehem. Donitzer Mühle - Tuhnický mlýn, alter Mühlenstandort, später Fabrikanlage, abgerissen (wüst), genaue Lage unklar |                           | BW                                   |
| Rybáře, OT von Karlsbad (Standort)                        | Niedermühle Fischern                       | ehem. Niedermühle Fischern an der Rohlau (Rolava) - Dolní, Panský mlýn a pila, alter Mühlenstandort in Fischern, abgerissen (wüst), genaue Lage unklar |                           | BW                                   |
| Dubina 22, OT von Karlsbad (Standort)                     | Eichenmühle in Eichenhof                   | ehem. Eichenmühle - mlýn Dubina, um 1952 abgerissen (wüst), genaue Lage unklar |                           | BW                                   |
| Kyselka ev. 9 (Standort)                                  | Neumühle Gießhübl-Sauerbrunn               | ehem. Neumühle Gießhübl - Nový mlýn, stillgelegte Mühle, Sägewerk und Wasserkraftwerk |                           | BW                                   |
| Velichov 30 (Standort)                                    | Mühle Welchau                              | ehem. Mühle Welchau - Velichovský mlýn, Mühle mit Brettsäge, abgerissen, genaue Lage unklar |                           | BW                                   |
| Jakubov 58, OT von Vojkovice nad Ohří (Standort)          | Egermühle Jokes                            | ehem. Egermühle Jokes - Mlýn na Ohři Jakubov, Mühle mit Wasserrad, jetzt Gaststätte am Campingplatz. | Wikidata-Objekt anzeigen  | weitere Bilder                       |
| Horní Hrad 9, OT von Krásný Les (Standort)                | Röckert-Mühle Hauenstein                   | ehem. Röckert-Mühle Hauenstein – Röckertův mlýn am Hornohradský potok (Hauensteiner Bach); Fachwerkmühle von 1842, etwa 1 km südöstlich von der Burg Hauenstein gelegen, bis 1930 mit zwei Wasserrädern, Besitzer war Adalbert Röckert. Zur Mühle gehörte auch ein Sägewerk, das abgerissen wurde. | 104178 Info Katalog       | BW                                   |
| Stráž nad Ohří 154 (Standort)                             | Petermühle Warta                           | ehem. Petermühle Warta - Petrův mlýn am Pekelský potok, stillgelegte Mühle, jetzt TJ Statek Stráž nad Ohří |                           | Petermühle Warta                     |
| Stráž nad Ohří 1 (Standort)                               | Mühle Warta                                | ehem. Mühle Warta - mlýn ve Stráži nad Ohří am Pekelský potok, architektonisch bemerkenswerte Mühle aus der ersten Hälfte des 19. Jahrhunderts, mit erhaltener technischer Ausstattung, im August 2019 zum Kulturdenkmal erklärt. | 106394 Info Katalog       | Mühle Warta                          |
| Boč 12 (Standort)                                         | Mühle Wotsch                               | ehem. Mühle Wotsch - Salzerův mlýn am Bočský potok, jetzt ein Wohnhaus |                           | BW                                   |
| Černýš, OT von Perštejn (Standort)                        | Mühle Tschirnitz                           | ehem. Mühle Tschirnitz |                           | BW                                   |
| Oslovice 22, OT von Okounov (Standort)                    | Woslowitzer Mühle                          | ehem. Woslowitzer Mühle - Oslovický mlýn an der Bublava (Boblava), neu instandgesetztes Mühlengebäude mit angrenzendem Sägewerk sowie kleinem Wasserkraftwerk. |                           | BW                                   |
| Kotvina 29, OT von Okounov (Standort)                     | Mühle Kettwa                               | ehem. Mühle Kettwa - mlýn v Kotvině am Martinovský potok |                           | BW                                   |
| Klášterec nad Ohří 100 (Standort)                         | Schlossmühle Klösterle                     | ehem. Schlossmühle Klösterle - Oharský mlýn, urspr. Rittergutsmühle im Schlosspark, 1874 abgebrannt (wüst), genaue Lage unklar |                           | BW                                   |
| Rašovice, OT von Klášterec nad Ohří (Standort)            | Mühle                                      | jetzt Wasserkraftwerk MVE Rašovice |                           | BW                                   |
| Rašovice 2, OT von Klášterec nad Ohří (Standort)          | Niedermühle Roschwitz                      | ehem. Niedermühle Roschwitz - Dolní mlýn Rašovice am Rašovický potok, Mühle aus dem 16. Jahrhundert, erbaut von Bohuslav Felix Hasištejnský von Lobkovicz, ab 1934 auch Bäckerei, ehem. Besitzer: Robert Fischer, jetzt Wohnhaus. |                           | BW                                   |
| Pokutice, OT von Kadaň (Standort)                         | Wasserkraftwerk Kaaden-Pokatitz            | jetzt Wasserkraftwerk MVE Pokutice am rechten Eger-Ufer |                           | BW                                   |
| Kadaň, Lázeňská 323 (Standort)                            | Weißkopfmühle Kaaden                       | ehem. Obere Kaadener Mühle oder Weisskopfmühle - Weisskopfův mlýn, in den 1950er Jahren abgerissen (wüst), genaue Lage unklar | Wikidata-Objekt anzeigen  | weitere Bilder                       |
| Kadaň, Žatecká 283 (Standort)                             | Steinkopfmühle Kaaden                      | ehem. Steinkopfmühle Kaaden - Steinkopfův mlýn, Kaadener Mühle unter Denkmalschutz, jetzt Brauerei. | 31530/5-942 Info Katalog  | weitere Bilder                       |
| Kadaň, 5. května 456 (Standort)                           | WiesenmühleKaaden                          | ehem. Wiesenmühle Kaaden - Luční mlýn Kadaň am Kadaňský potok (Bystřice), um 1870 stillgelegt, ab 1873 Landwirtschaftsschule, später Winterschule, ab 1919 tschechische Schule, 1974 abgerissen |                           | weitere Bilder                       |
| Kadaň 1978 (Standort)                                     | Kleinwasserkraftwerk Seelau                | jetzt Wasserkraftwerk MVE Kadaň-Želina |                           | weitere Bilder                       |
| Nechranice (Negranitz) (Standort)                         | Dorfmühlen an der Eger                     | ehem. Mühlen, abgerissen in den 1960er Jahren, Lage im Stausee Nechranice, jetzt Wasserkraftwerk Vodní elektrárna Nechranice: - Wodamühle Weschitz - Löschnerův mlýn Běšice - Dehlauer Mühle - Dolanský mlýn - Kudenitzer Mühle - Chotěnický mlýn - Drohnitzer Mühle - Jahnigův mlýn Drahonice - Wikletitzer Mühle - Kreislův mlýn, Vikletický mlýn                                                              |                           | BW                                   |
| Číňov 20, OT von Nové Sedlo (Standort)                    | Schünauer Mühle                            | ehem. Mühle - Číňovský mlýn, ruinöses Mühlengebäude, Wehr und Mühlgraben sind noch erhalten, genaue Lage unklar | 54006/5-1072 Info Katalog | Schünauer Mühle                      |
| Nové Sedlo 31 (Standort)                                  | Hammermühle Neusattel                      | ehem. Hammermühle Neusattel - Novosedlský hamr a mlýn am Břežanský potok, als Hammermühle erbaut 1860 |                           | BW                                   |
| Hůrky (Standort)                                          | Neumühle Horkau                            | ehem. Neumühle Horkau - Nový mlýn Hůrky, alter Mühlenstandort, Überreste der Mühle des ehem. Dorfes Horkau, um 1950 abgerissen (wüst), genaue Lage unklar |                           | BW                                   |
| Libočany 12 (Standort)                                    | Libotschaner Mühle                         | ehem. Libotschaner Mühle am Liboc - Libočanský mlýn |                           | BW                                   |
| Žatec, Libočanská 2649 (Standort)                         | Untere Neumühle, Judenmühle Saaz           | ehem. Untere Neumühle oder Judenmühle Saaz - Spálený, Sieberův, Židovský mlýn oder mlýn Victoria Žatec; große Industriemühle unterhalb des Weißen Bergs (Bílý vrch) aus der Mitte des 19. Jhdts., im 2. Weltkrieg abgebrannt, die Ruine in den 1950er Jahren abgetragen, genaue Lage unklar. |                           | BW                                   |
| Žatec, Plzeňská (Standort)                                | Spittelmühle Saaz                          | ehem. Mühle – Špitální mlýn Žatec, in den 1950er Jahren abgerissen (wüst), genaue Lage unklar |                           | BW                                   |
| Žatec, Plzeňská (Kreisverkehr) (Standort)                 | Malzmühle Saaz                             | ehem. städtische Malzmühle – Sladový mlýn Žatec, in den 1950er Jahren abgerissen (wüst), genaue Lage unklar |                           | BW                                   |
| Žatec, Třída Rooseveltova 568 (Standort)                  | Mlynarscher Mühle; Gellertmühle Saaz       | ehem. Mlynarscher Mühle oder Gellertmühle - Mlýn v Mlynářích, Gellertův mlýn Žatec; 1830 von Leopold Gellert erworben, dieMühle wurde um 1960 abgerissen, jetzt ein Wohnhaus. |                           | Mlynarscher Mühle; Gellertmühle Saaz |
| Žatec, U Oharky 624 (Standort)                            | Neumühle, Kröblmühle Saaz                  | ehem. Untere Neumühle oder Kröblmühle - Nový mlýn, Kröblův mlýn Žatec; Karl Kröbls Kunstmühle (Turbinenmühle, 1886), jetzt AGRO Teplice. |                           | Neumühle, Kröblmühle Saaz            |
| Rybňany, OT von Zálužice (Standort)                       | Schiffsmühle Rybnian                       | ehem. Schiffsmühle Rybnian - Lodní mlýn Rybňany, genaue Lage unklar |                           | BW                                   |
| Trnovany 8, OT von Žatec (Standort)                       | Hassmann-Mühle Trnowan                     | ehem. Hassmann-Mühle Trnowan am Goldbach (Blšanka) - Hassmannův mlýn Trnovany, neben der Hopfendarre von Franz Hassmann, genaue Lage unklar | 106887 Info Katalog       | Hassmann-Mühle Trnowan               |
| Stekník (Standort)                                        | Steknitzer Mühle                           | ehem. Steknitzer Mühle, genaue Lage unklar |                           | BW                                   |
| Mradice 15, OT von Postoloprty (Standort)                 | Mraditzer Mühle                            | ehem. Mraditzer Mühle – mlýn Mradice, jetzt Wasserkraftwerk MVE Mradice |                           | Mraditzer Mühle                      |
| Postoloprty, Wolkerova 21 (Standort)                      | Postelberger Mühle                         | ehem. Postelberger Mühle an der Chomutovka (Kometau) - Postoloprtský mlýn; ehem. denkmalgeschützte barocke Rittergutsmühle mit fast vollständig erhaltener Ausstattung, verfallen und 1989 abgerissen. | 43518/5-1361 Info Katalog | weitere Bilder                       |
| Březno 12, OT von Postoloprty (Standort)                  | Mühle Priesen bei Postelberg               | ehem. Priesener Mühle – Březenský mlýn am rechten Eger-Ufer, später Sägewerk, ab 1930 Wasserkraftwerk, später Bäckerei, jetzt ruinös | Wikidata-Objekt anzeigen  | Mühle Priesen bei Postelberg         |
| Březno, OT von Postoloprty (Standort)                     | Wasserkraftwerk Priesen                    | jetzt Wasserkraftwerk MVE Březno am linken Eger-Ufer |                           | BW                                   |
| Louny, Benátky 276 (Standort)                             | Jiráskov-Mühle Laun                        | Jiráskov-Mühle Laun, am linken Ufer – Jiráskovy mlýny, mlýn Hasák, Hasačert Louny; Mühle mit Turbine zur Stromerzeugung. Beschreibung: Die Mühlen stehen seit 1892 am linken und rechten Ufer der Eger, 1948 verstaatlicht, nach 1989 restituiert. Herstellung von Mahlprodukten und Betrieb eines Kleinwasserkraftwerks. Die Mühle steht an der Stelle der Hasačert-Mühle, die 1469 von der Stadt erbaut wurde. | Wikidata-Objekt anzeigen  | weitere Bilder                       |
| Louny, Benátky 277 (Standort)                             | Jiráskov-Mühle; Režná-Mühle Laun           | Jiráskov-Mühle - mlýn Režná & Šejdovna Laun, am rechten Ufer – Jiráskovy mlýny Louny, mlýn Režná a Šejdovna, Horní mlýn; neobarocke Mühle, noch heute in Betrieb. | Wikidata-Objekt anzeigen  | weitere Bilder                       |
| Vršovice 102 (Standort)                                   | Werschowitzer Mühle                        | ehem. Werschowitzer Mühle - Vršovický mlýn, urspr. Gutsmühle, jetzt Wasserkraftwerk MVE Vršovice am Wehr |                           | weitere Bilder                       |
| Pátek 53, OT von Peruc (Standort)                         | Schlossmühle Patek                         | ehem. Schlossmühle Patek – Zámecký mlýn Pátek, urspr. Schlossmühle (Renaissancebau von 1567), später Sägewerk, 1915 abgebrannt und wieder aufgebaut, 1990 restituiert, noch heute als Mahlmühle in Betrieb sowie Wasserkraftwerk MVE Pátek 145. | 43222/5-1302 Info Katalog | weitere Bilder                       |
| Koštice 57 (Standort)                                     | Mühle Koschtitz                            | ehem. Mühle Koschtitz – Ortův mlýn Koštice, Wohnhaus um 1900 im Jugendstil umgebaut, jetzt Wasserkraftwerk MVE Koštice |                           | Mühle Koschtitz                      |
| Křesín 35 (Standort)                                      | Mühle Křesein                              | ehem. Mühle Křesein – L. Klíma automatické mlýny Křesín, seit 1908 im Besitz der Familie Klím, später Sägewerk, jetzt Wasserkraftwerk |                           | Mühle Křesein                        |
| Libochovice, Kerkovo nábřeží 15 (Standort)                | Libochowitzer Mühle                        | ehem. Libochowitzer Mühle – mlýn v Libochovicích, urspr. unterhalb vom Schloss am linken Ufer der Eger in der Nähe des ehemaligen Wehrs, abgerissen, genaue Lage unklar, weiter unterhalb steht die MVE Libochovice im historischen Gebäude von 1901. |                           | BW                                   |
| Budyně nad Ohří, Okružní 101 (Standort)                   | Große Mühle; Herrenmühle Budin an der Eger | ehem. Große Mühle oder Herrenmühle Budin an der Eger – Velký, Panský mlýn Budyně nad Ohří, von 1515 bis 1535 durch Johannes IV. von Hazmburk im Renaissancestil erbaut, 1904 abgebrannt, anschließend wieder aufgebaut und modernisiert, im Jahr 1927 zur Industriemühle umgebaut, die gesamte Mühlenausrüstung wurde erneuert und eine Großbäckerei eingerichtet.                                               | Wikidata-Objekt anzeigen  | weitere Bilder                       |
| Budyně nad Ohří, Malomlýnská 177 (Standort)               | Kleine Mühle Budin an der Eger             | ehem. Kleine Mühle Budin an der Eger – Budyňský, Malý mlýn Budyně nad Ohří am Mühlgraben (Kleine Eger/Malá Ohře), abgerissen, jetzt steht hier ein Wohnhaus |                           | BW                                   |
| Brozany nad Ohří, Palackého náměstí 405 (Standort)        | Mühle Brozan                               | ehem. Mühle Brozan – Brozanský mlýn am Mühlgraben (Mlýnský náhon). Mühle vom Ende des 16. Jahrhunderts, klassizistisches Gebäude mit Mansarddach und Sgraffito-Fassade. Anfang des 20. Jahrhunderts Umbau der Mühle zum Wasserkraftwerk, nach 1945 verstaatlicht, jetzt Wasserkraftwerk MVE Brozany nad Ohří. | 31303/5-1944 Info Katalog | weitere Bilder                       |
| Doksany (Standort)                                        | Mühle Doxan                                | ehem. Mühle, jetzt Wasserkraftwerk MVE Doksany |                           | BW                                   |
| Doksany 11 (Standort)                                     | Doxaner Mühle                              | ehem. Doxaner Mühle – Doksanský mlýn. Die denkmalgeschützte Klostermühle ist eine der ältesten Mühlen Böhmens, in der Mitte des 12. Jhdts. zeitgleich mit der Klostergründung erbaut. Sie steht an beiden Ufern der Eger, etwa 200 Meter südöstlich vom Kloster, die Maschinentechnik wurde 1982 entfernt, seit 1997 als Kleinwasserkraftwerk MVE Doksany genutzt.                                               | 22264/5-1998 Info Katalog | weitere Bilder                       |
| Bohušovice nad Ohří, Pod Pivovarem 9 (Standort)           | Bauschowitzer Mühle                        | ehem. Bauschowitzer Mühle – Bohušovický mlýn, große Mühle an der Eger, ohne Funktion. |                           | BW                                   |
| Terezín, Pražská 384 (Standort)                           | Garnisons-Roggenmühle Theresienstadt       | ehem. Garnisons-Roggenmühle - Posádkový žitný mlýn Terezín; eine Wassermühle außerhalb der Festung am linken Ufer der Eger unterhalb des Wehrs, die seit 2007 unter Denkmalschutz steht. | 102507 Info Katalog       | weitere Bilder                       |
| Terezín, Pražská 387 (Standort)                           | Garnisons-Weizenmühle Theresienstadt       | ehem. Garnisons-Weizenmühle - Posádkový pšeničný mlýn Terezín; eine Wassermühle, die außerhalb der Festung am rechten Ufer der Eger unterhalb des Wehrs, die seit 2010 unter Denkmalschutz steht. | 103817 Info Katalog       | weitere Bilder                       |

## Liste von Mühlen an Zuflüssen der Eger-Ohře
Die Liste der ehemaligen Mühlen ist entsprechend der örtlichen Lage von der Quelle bis zur Mündung in die Eger (Ohře) gegliedert.
| Dolní Žandov, Salajna 9 (Standort)                | Gahmühle Konradsgrün                  | Gahmühle Konradsgrün - mlýn Salajna am Šitbořský potok (Reubach oder Leimbach). Das weitläufige Areal der Mühle ist eines der wertvollsten Beispiele der Volksarchitektur fränkischen Typs in der Region Eger. Das Wohnhaus (um 1760) mit angeschlossener Mühle ist teilweise als Fachwerkbau mit Holzbalken errichtet, mit niedrigem Fachwerkboden und Fachwerkgiebeln. Am Dach befindet sich eine Glocke. Der Mühlenhof wird durch ein Holztor, einen Fachwerk-Schuppen (1748), eine Fachwerkscheune (1764) und weitere Scheunen (von 1848) ergänzt. | 19864/4-83 Info Katalog   | weitere Bilder                 |
| Mühlen an der Teplá (Tepl)                        |                                       | |                           |                                |
| Mrázov 13, OT von Teplá (Standort)                | Prosauer Mühle                        | ehem. Prosauer Mühle – Mrázovský mlýn; Mühle an der Teplá (Tepl), nördlich des Ortes gelegen. Im Jahr 1741 von den Prämonstratensern des Stifts Tepl an die Familie Schwarz verkauft, 1830 modernisiert, nach 1945 enteignet, seit 1958 unter Denkmalschutz, jetzt verfallen. Mühle und Wohnhaus befinden sich unter einem Dach. Das Gebäude ist ein einstöckiges Backsteingebäude auf rechteckigem Grundriss. Es verfügt über ein rustiziertes Erdgeschoss und ein durch Pilaster unterteiltes Obergeschoss. Im Erdgeschoss befindet sich ein Saal mit preußischem Gewölbe und im ersten Obergeschoss sind die Räume mit Flachdecken ausgeführt. Das Dach und die Giebel sind mit Schiefer gedeckt. | 19963/4-950 Info Katalog  | weitere Bilder                 |
| Křepkovice 44, OT von Teplá (Standort)            | Stiersmühle Schrikowitz               | ehem. Stiersmühle Schrikowitz – Stiersův, Býčí, Červený mlýn, Mlýn Křepkovice in der Gemarkung Klášter Teplá, gehörte von 1588 bis 1950 zum Stift Tepl, im Jahr 1908 modernisiert, der Antrieb durch eine Wasserturbine ersetzt und die Mühle wurde über ein Getriebe angetrieben, später Umstellung auf elektrischen Antrieb. Um 1950 wurde die Mühle enteignet und in den 1960er Jahren an eine Privatperson verkauft. Die Mühlengebäude sind bewohnt und in einem relativ guten Zustand, es wird Holzverarbeitung betrieben. Geburtshaus des Prämonstratensers Gilbert Helmer (1864–1944), Abt des Stifts Tepl. |                           | BW                             |
| Klášter Teplá (Standort)                          | Klostermühle Tepl                     | ehem. Stiftsmühle Tepl – Klášterní mlýn. Die Klostermühle am Fluss Tepl seit dem Mittelalter auf dem Gelände des Prämonstratenserklosters, im südöstlichen Teil des Klosterkomplexes, Gemarkung Klášter Teplá, im Jahr 1930 mit Wasserturbine zur Stromerzeugung Das Kloster wurde 1950 enteignet und aufgelöst, der Betrieb eingestellt und das Gebäude abgerissen. An der Stelle der alten Mühle wurde ein neues, niedriges Gebäude mit Maschinenmodellen errichtet. | 17135/4-1058 Info Katalog | weitere Bilder                 |
| Klášter Teplá 38 (Standort)                       | Zapf-Mühle                            | ehem. Zapf-Mühle Kloster Tepl – Zapfův, Čepový mlýn a pila; Mahl- und Schneidemühle in der Gemarkung Klášter Teplá, später Sägewerk, am Ufer eines kleinen Teiches in der Nähe der Straße vom Kloster zum Bahnhof Teplá. Die Mühle dient Wohnzwecken und gehört zu einem Dreiseithof, der landwirtschaftlich genutzt wird. |                           | BW                             |
| Teplá, Havlíčkova 238 (Standort)                  | Steinmühle Tepl                       | ehem. Steinmühle Tepl – Kamenný mlýn Teplá, am nordwestlichen Rand der Stadt Teplá, auf der rechten Seite des Flusses Teplá. |                           | BW                             |
| Teplá (Standort)                                  | Schwalbenmühle Tepl                   | ehem. Schwalbenmühle Tepl – Vlaštovčí mlýn Teplá. Die Mühle befand sich nordwestlich der Stadt Teplá, abgerissen (wüst) |                           | BW                             |
| Teplá, Nová Farma 285 (Standort)                  | Angerlmühle                           | ehem. Angerlmühle Tepl – Angerlův mlýn Teplá. Ehemaliges Mühlengut, nordwestlich der Stadt Teplá, an der Ortsstraße nach Hoštěc (Hurschk). |                           | BW                             |
| Teplá, Nová Farma 286 (Standort)                  | Obere Ströhermühle Tepl               | ehem. Obere Ströhermühle Tepl – Horní Ströherův mlýn Teplá; Obere Mühle unterhalb der Siedlung Nová Farma, links von der Straße Nr. 210 von Teplá nach Sokolov. Eine weitere Mühle, die Untere Ströhermühle, die etwa 600 m weiter flussabwärts stand, wurde im 19. Jahrhundert errichtet, jetzt abgerissen (wüst). |                           | BW                             |
| Babice u Poutnova 16, OT von Teplá (Standort)     | Rödl-Mühle Pobitz                     | ehem. Rödl-Mühle Pobitz – Rödlův mlýn Babice; die Mühle existierte seit dem 15. Jahrhundert und liegt an der Straße Nr. 210 am rechten Ufer der Teplá. |                           | BW                             |
| Tisová 33 (Standort)                              | Rohrer-Mühle Tissau                   | ehem. Rohrer-Mühle Tissau – Tisovský, Rohrův mlýn Tisová; urspr. eine Hammermühle. Barocke Mahlmühle an der Tepl, errichtet von Michael Ludwig Anton Rohrer (1650–1715) in den Jahren 1685–1687 als Gutsmühle für Julius Franz von Sachsen-Lauenburg (1641–1689), ab 1919 als Wasserkraftwerk genutzt, 1935 abgebrannt und wieder aufgebaut, als Sägewerk genutzt, letzter Besitzer bis 1945 war Franz Schneider, bis 1950 in Betrieb, danach Ferienheim, nach 1990 privatisiert, ab 2003 Rekonstruktionals privates Wohnhaus, ab 2014 Laufwasser-Kraftwerk MVE Tisová. |                           | Rohrer-Mühle Tissau            |
| Bečov nad Teplou, Tovární 128 (Standort)          | Obermühle, Ertl-Mühle Petschau        | ehem. Obermühle oder Ertl-Mühle Petschau – Horní, Ertlův mlýn Bečov nad Teplou. Die erste Mühle am langen Mühlgraben in Petschau, nach dem Ersten Weltkrieg als Tischlerei genutzt, nach 1945 als Elektrogenossenschaft. |                           | Obermühle, Ertl-Mühle Petschau |
| Bečov nad Teplou, Říční 98 (Standort)             | Mittelmühle Petschau                  | ehem. Mittelmühle Petschau – Střední mlýn Bečov nad Teplou; Mühle, nach 1903 zum Elektrizitätswerk umgebaut, jetzt Wohnhaus. |                           | BW                             |
| Bečov nad Teplou, Úzká 70 (Standort)              | Niedermühle Petschau                  | ehem. Niedermühle Petschau – Dolní, Oplův mlýn Bečov nad Teplou. Die letzte Mühle am Ende des langen Mühlgrabens aus dem 18. Jahrhundert, später eine Gerberei, in den 1920er Jahren abgebrannt. |                           | BW                             |
| Bečov nad Teplou, Karlovarská 293 (Standort)      | Sägemühle Petschau                    | ehem. Sägemühle Petschau – Nový, Hublův mlýn Bečov nad Teplou, eine große Mühle nördlich der Stadt im Tepl-Tal, jetzt Sägewerk Kubinec. |                           | BW                             |
| Vodná 23, OT von Bečova nad Teplou (Standort)     | Untere Gänger-Mühle Wasserhäuseln     | ehem. Untere Gänger-Mühle Wasserhäuseln – Dolní Gängrův mlýn Vodná; stark umgebaute Mühle, jetzt Wohnhaus. Die Obere Gänger-Mühle stand etwa 200 m oberhalb und wurde in den 1960er Jahren abgerissen. |                           | BW                             |
| Teplička 63 (Standort)                            | Mühle Töpeles                         | ehem. Mühle Töpeles – mlýn v Tepličce; Mühle in Teplička, verfallen. |                           | BW                             |
| Březová, Staromlýnská 26/8 (Standort)             | Schützenmühle Pirkenhammer            | ehem. Schützenmühle Pirkenhammer, auch Grundzimmermühle, eine Fachwerkmühle an der Tepl (Teplá) - Střelecký mlýn, Labitzkého mlýn Březová, jetzt ein Hotel. Bis zum Ende des 19. Jahrhunderts stand hier die alte Labitzky-Mühle. Die heutige Schützenmühle wurde um 1900 nach einem Projekt des Egerer Baumeisters Karl Haberzettl (1848–1906) als Gemeinschaftshaus des Karlsbader Schützenkorps errichtet. Vorbild war die Gahmühle im Dorf Salajna (Konradsgrün) Nr. 9 bei Cheb, ein Egerländer Fachwerkhaus aus dem 17. Jahrhundert. | 101816 Info Katalog       | weitere Bilder                 |
| Březová, Hamerská 130/56 (Standort)               | Alte Mühle Pirkenhammer               | ehem. Alte Mühle Pirkenhammer - Starý mlýn an der Tepl, vermutlich seit über 100 Jahren außer Betrieb und zum Wohnhaus umgebaut, heute eine Pension. |                           | BW                             |
| Březová, Hamerská 35/6 (Standort)                 | Niedermühle Pirkenhammer              | ehem. Niedermühle Pirkenhammer - Dolní mlýn an der Tepl, eine Fachwerkmühle, die heute zum Karlsbader Bäderbezirks gehört. |                           | BW                             |
| Karlsbad, Lázeňská 19/1 (Standort)                | Alte Mühle Karlsbad; Stadthaus Menuet | ehem. Bädermühle Karlsbad - Lázeňský mlýn an der Tepl. Hier im Zentrum des Kurortes stand ursprünglich die alte Karlsbader Mühle, in deren Nachbarschaft sich heute der Mühlenbrunnen (Mlýnská pramen), das Mühlenbad (Mlýnské lázné) und die Mühlenkolonnade (Mlýnská kolonáda) befinden. An der Stelle der Mühle wurde 1892/93 vom Architekten Alfred Bayer (1859–1916) das sogenannte Neue Rathaus errichtet, das seit 1993 unter Denkmalschutz steht. | 28801/4-4556 Info Katalog | weitere Bilder                 |
| Mühlen an der Bystřice (Wistritz)                 |                                       | |                           |                                |
| Pernink 39 (Standort)                             | Obermühle Bärringen                   | ehem. Obermühle Bärringen – Horní mlýn an der Bílá Bystřice |                           | BW                             |
| Pernink ev. 15 (Standort)                         | Niedermühle Bärringen                 | ehem. Niedermühle Bärringen – Dolní mlýn an der Bílá Bystřice |                           | BW                             |
| Abertamy, Jáchymovská 121-122 (Standort)          | Niedermühle Abertham                  | ehem. Niedermühle Abertham – Dolní mlýn an der Bystřice (Wistritz); Mühle an der Straße von Abertamy nach Jáchymov, später zu einer Fabrik für Lederverarbeitung erweitert. Das Gebäude ist baufällig und derzeit in Privatbesitz. |                           | BW                             |
| Pstruží 39 (Standort)                             | Mühle Salmthal                        | ehem. Mühle Salmthal – mlýn, elektrárna Pstruží an der Bystřice (Wistritz); Mühle Salmthal vom Anfang des 19. Jahrhunderts, urspr. eine Hammermühle, später auch Sägewerk. Im Jahr 1872 gründete Karl Heinrich Klüge auf dem Areal der alten Mühle eine Papierfabrik. Das neue Mühlengebäude wurde um 1880 erbaut und produzierte vor allem Bierdeckel für die Budweiser Brauerei Budvar, die Kraftwerksausrüstung stammt vermutlich aus den 1920er Jahren. Die Wasserzufuhr für die Turbine erfolgte über eine Rohrleitung aus dem Bach Bystřice. Ernst Heinrich Klüge ließ 1927 eine horizontale Francis-Turbine mit einem Siemens-Schuckert-Generator einbauen. Das ehem. Mühlengebäude befindet sich auf einem abschüssigen Gelände im Zentrum der Siedlung Pstruží. Das Wasserkraftwerk wurde 1990 restauriert und seit 2001 unter Denkmalschutz gestellt, jetzt Wohnhaus, Autowerkstatt und Wasserkraftwerk MVE Pstruží. Ein bemerkenswertes technisches Denkmal, dessen technologische Ausstattung und äußeres Erscheinungsbild nahezu im Originalzustand erhalten geblieben sind. | 51127/4-5256 Info Katalog | weitere Bilder                 |
| Pstruží 74 (Standort)                             | Papierfabrik Ernst Klüge Salmthal     | ehem. Mühle – Vodní mlýn ve Pstruží. Zu Beginn des 20. Jahrhunderts ließ Ernst Klüge oberhalb der alten Mühle weitere Gebäude für eine Papierfabrik errichten. Bestandteil des oberen Areals war auch ein Wasserkraftwerk. Bemerkenswerte technische Anlage einer Papierfabrik aus der Zeit um 1900 mit einem Wasserkraftwerk, die derzeit nicht unter Denkmalschutz steht. Die Papierfabrik war bis 1972 in Betrieb. Mühlentechnik, Sägewerk, Papierfabrik und die Fabrikantenvilla wurden danach abgerissen, jetzt Kleinwasserkraftwerk MVE Pstruží. | Wikidata-Objekt anzeigen  | weitere Bilder                 |
| Pstruží 48 (Standort)                             | Untere Papierfabrik Salmthal          | ehem. Papierfabrik Salmthal – bývalá papírna Pstruží. Industriemühle mit Pelton-Zwillingsturbine zur Stromerzeugung. Im unteren Teil des Ortes befinden sich weitere Gebäude der Papierfabrik, die ihren ursprünglichen Charakter weitgehend bewahrt haben. In diesem Komplex ist bis heute eine Pelton-Turbine aus dem Jahr 1917 erhalten, die zur Stromerzeugung im Wasserkraftwerk der örtlichen Papierfabrik diente. Im Laufe der zweiten Hälfte des 20. Jahrhunderts kam es zu einem allmählichen Rückgang der lokalen Produktion, bis sie schließlich ganz eingestellt wurde, jetzt Papírna s.r.o. Merklín. |                           | BW                             |
| Pstruží 47 (Standort)                             | Sägemühle Salmthal                    | ehem. Sägemühle Salmthal – mlýn a pila ve Pstruží; Mühle mit Sägewerk, errichtet im Ersten Weltkrieg, später um 1930 nur noch Holzmahlwerk und Sägewerk, jetzt wird das Gebäude als Maschinenhalle eines Kleinwasserkraftwerks MVE genutzt. |                           | BW                             |
| Merklín 74 (Standort)                             | Niedermühle, Aselt-Mühle Merkelsgrün  | ehem. Niedermühle oder Aselt-Mühle Merkelsgrün – Aseltův mlýn a pila Merklín; alte Mühle, jetzt zu Wohnzwecken genutzt. |                           | BW                             |
| Hroznětín, Koželužská 210 (Standort)              | Mühle Lichtenstadt                    | ehem. Mühle Lichtenstadt – Mlýn a pila v Hroznětíně; alte Mühle, jetzt zu Wohn- und Geschäftszwecken genutzt. |                           | BW                             |
| Hroznětín, Mlýnská 73 (Standort)                  | Mühle Lichtenstadt                    | ehem. Mühle Lichtenstadt – mlýn v Hroznětíně |                           | BW                             |
| Bystřice 30 (Standort)                            | Langhammer-Mühle Langgrün             | ehem. Langhammer-Mühle Langgrün – Langhammerův mlýn; urspr. ein Bauerngehöft, nach 1842 durch eine Mühle und ein Sägewerk ergänzt. |                           | BW                             |
| Kfely ev. č. 2, OT von Ostrov nad Ohří (Standort) | Reiner-Mühle Gfell                    | ehem. Reiner-Mühle Gfell – Reinerův mlýn Kfely; alte Mühle, etwa 300 m westlich vom Potoční-Teich. |                           | BW                             |
| Ostrov nad Ohří, Karlovarská 235 (Standort)       | Niedermühle Schlackenwerth            | ehem. Niedermühle Schlackenwerth – Dolní mlýn Ostrov nad Ohří; eine Mühle, die in der ersten Hälfte des 20. Jahrhunderts zu einem Wasserkraftwerk MVE umgebaut wurde. |                           | BW                             |
| Mořičov 22, OT von Ostrov nad Ohří (Standort)     | Wistritzmühle Möritschau              | ehem. Wistritzmühle Möritschau – Bystřický mlýn; eine Mühle, die später zu einer Spitzengussanlage umgebaut wurde, jetzt als Produktionsstätte und Lagerhalle genutzt. |                           | BW                             |
| Mühlen am Jáchymovský potok (Joachimsthaler Bach) |                                       | |                           |                                |
| Jáchymov, Karlovarská 412 (Standort)              | Herrenmühle Sankt Joachimsthal        | ehem. Herrenmühle Sankt Joachimsthal – Panský mlýn Jáchymov am Jáchymovský potok (Joachimsthaler Bach oder Weseritz); im Gebäude der Mühle war ursprünglich der Wartungs- und Gartenbetrieb des Heilbads Jáchymov untergebracht, jetzt die Reparatur-Abteilung. | Wikidata-Objekt anzeigen  | weitere Bilder                 |
| Jáchymov, Karlovarská 410 (Standort)              | Petermühl St. Joachimsthal            | ehem. Petermühl St. Joachimsthal – Petrův mlýn Jáchymov am Jáchymovský potok. Der Überlieferung zufolge war dies eine der ältesten Mühlen Böhmens. Gebäude ruinös, vermutlich abgerissen. | Wikidata-Objekt anzeigen  | weitere Bilder                 |
| Ostrov nad Ohří, Horní Žďár 32 (Standort)         | Trinkmühle Ober Brand                 | ehem. Trinkmühle Ober Brand – mlýn U Vlčků Horní Žďár am Jáchymovský potok; urspr. eine Mühle der Stadt Joachimsthal, später eine Papierfabrik, die das Papier für Banknoten der österreichisch-ungarischen Monarchie herstellte, jetzt das Restaurant „U Vlčků“. |                           | BW                             |
| Ostrov nad Ohří, Horní Žďár 36 (Standort)         | Troharsch-Mühle Ober Brand            | ehem. Troharsch-Mühle Ober Brand – Troharschův mlýn Horní Žďár am Jáchymovský potok; ältere Mühle, die in den Jahren 1895 bis 1915 umgebaut wurde. |                           | BW                             |
| Ostrov nad Ohří, Dolní Žďár 7 (Standort)          | Mühle Unter Brand                     | ehem. Mühle Unter Brand – Palzákův mlýn Dolní Žďár am Jáchymovský potok; das Mühlengebäude wird derzeit zum Wohnhaus umgebaut. |                           | BW                             |
| Mühlen am Liboc (Aubach)                          |                                       | |                           |                                |
| Doupov (Duppau) ()                                | Dorfmühlen am Liboc                   | ehem. Mühlen am Liboc (Aubach), standen im Aubachtal im Duppauer Gebirge auf dem heutigen Truppenübungsplatz Doupov, abgerissen in den 1950er Jahren oder verfallen (wüst): - Waldmühle oder Wahl-Sägemühle Meckl – mlýn Mětikalov am Linzbach - Grubmühle Meckl – mlýn Mětikalov am Linzbach - Kreuzermühle, Kreuzmühle, Kreuzer Sägemühle, Linzmühle Rednitz - Kreuzrův mlýn Řednice am Linzbach - Schiesshaus-Mühle Duppau - mlýn Střelnice Doupov - Marktmühle Duppau – Tržní mlýn Doupov - Zirkler-Mühle, Brettmühle Duppau - Dřevěný mlýn Doupov - Walkmühle Duppau - mlýn Valcha Doupov - Neumühle Dürmaul - Nový Mlýn Trmová - Themlmühle, Thoulmühle Saar bei Duppau - Hrázský mlýn; Themlův mlýn Žďár u Doupova - Hieslmühle, Hiaslmühle Olleschau – mlýn Oleška - Auermühle oder Aumühle - Nivský mlýn - Hachpermühle Tiefenbach – mlýn Hluboká - Zirkler-Mühle Tiefenbach - Zirklerův mlýn Hluboká - Fussmühle Sebeltitz - mlýn Žebletín - Neumühle Wobern - Nový Mlýn Obrovice - Obere Mühle Wobern - Horní mlýn Obrovice - Untere Mühle Wobern - Dolní mlýn Obrovice        |                           |                                |
| Vojnín 7, OT von Radonice u Kadaně (Standort)     | Vojníner Mühle                        | ehem. Vojníner Mühle – Antošův mlýn, Vojnínský mlýn am Liboc (Aubach); Mühle am westlichen Rand des Dorfes Vojnín (Wohnung) bei Radonice. |                           | Vojníner Mühle                 |
| Vilémov, Nádražní 87 (Standort)                   | Untere Mühle Willomitz                | ehem. Untere Mühle Willomitz – Dolní, Spodní mlýn Vilémov am Liboc (Aubach); Mühle im Dorf Vilémov bei Kadaň, etwa 1,2 km nordöstlich vom Dorfplatz, jetzt Wohnhaus. |                           | BW                             |
| Vilémov, Nádražní 195 (Standort)                  | Dänzelsche Dampfmühle Willomitz       | ehem. Dänzelsche Dampfmühle Willomitz – Dänzelův parní mlýn; ehem. Dampfmühle im Dorf Vilémov, verfallen. |                           | BW                             |
| Pětipsy 7 (Standort)                              | Mühle Fünfhunden                      | ehem. Mühle Fünfhunden – Pětipeský mlýn am Vintířovský potok (Winteritzer Bach); Mühle am westlichen Ortsrand, jetzt Wohmhaus. |                           | BW                             |
| Libědice 102 (Standort)                           | Libotitzer Mühle                      | ehem. Libotitzer Mühle – Libědický mlýn; ehemalige Mühle im Dorf Libědice, ursprünglich ein klassizistisches Gebäude mit Fachwerk-Obergeschoss, am westlichen Rand des Dorfes, Ortslage Brusy (Pruß). |                           | BW                             |
| Brody 16 (Standort)                               | Schlossmühle Pröllas                  | ehem. Schlossmühle Pröllas, auch Bauer-Mühle – Zámecký mlýn Brody am Bach Leska; Mühle im Dorf Brody bei Krásný Dvůr (Schönhof), sie steht etwa 100 m östlich vom Schloss Brody, urspr. mit Francis-Turbine (1930), nach 1945 stillgelegt, jetzt ruinös, als Teil des Schlossgeländes unter Denkmalschutz. | 42340/5-1199 Info Katalog | weitere Bilder                 |
| Krásný Dvůr 32 (Standort)                         | Untere Mühle Schönhof                 | ehem. Untere Mühle Schönhof – Dolní mlýn Krásný Dvůr; Schönhofer Mühle am Bach Leska, erhaltenes Barockgebäude der Mühle am nordöstlichen Ortsrand, jetzt Wohnhaus. |                           | BW                             |
| Kněžice 10, OT von Podbořany (Standort)           | Knieschitzer Mühle                    | ehem. Knieschitzer Mühle – Kněžický mlýn am Bach Leska; Mühle im Dorf Kněžice bei Podbořany am südwestlichen Ortsrand, jetzt Wohnhaus. |                           | BW                             |
| Žabokliky (Standort)                              | Schaboglücker Mühle                   | ehem. Schaboglücker Mühle – Žaboklický mlýn am Liboc; Mühle am Liboc, nach 1945 verfallen, abgerissen (wüst). |                           | BW                             |
| Libočany 12 (Standort)                            | Libotschaner Mühle                    | ehem. Libotschaner Mühle am Liboc - Libočanský mlýn |                           | BW                             |
| Mühlen an der Blšanka oder Zlatý potok (Goldbach) |                                       | |                           |                                |
| Valeč, Jabloňová 29 (Standort)                    | Herrnmühle Waltsch                    | ehem. Herrnmühle Waltsch – Panský mlýn Valeč am Mlýnecký potok. Eine ehemalige, teilweise aus Fachwerk bestehende Mühle im Dorf Valeč. |                           | BW                             |
| Skytaly 2 (Standort)                              | Skytaler Mühle I                      | ehem. Skytaler Mühle I – Skytalský mlýn I am Mlýnecký potok; ehemalige Mühle im Dorf Skytaly bei Vroutek. |                           | BW                             |
| Skytaly 3 (Standort)                              | Skytaler Mühle II                     | ehem. Skytaler Mühle II – Skytalský mlýn II am Mlýnecký potok; eine stillgelegte Mühle im Dorf Skytaly in der Nähe von Vroutek. |                           | BW                             |
| Kostrčany 21 (Standort)                           | Rothe Mühle Kosterschan               | ehem. Rothe Mühle Kosterschan – Horní mlýn Kostrčany an der Blšanka (Goldbach), jetzt Wohnhaus |                           | BW                             |
| Kostrčany 33 (Standort)                           | Niedermühle Kosterschan               | ehem. Niedermühle Kosterschan – Dolní mlýn an der Blšanka |                           | BW                             |
| Lubenec, Karlovarská 59 (Standort)                | Lubenzer Mühle                        | ehem. Lubenzer Mühle – Lubenecký mlýn, Mrvovský mlýn in Lubenec an der Blšanka, bis 1945 in Betrieb, jetzt verafllen und ohne Mühlenausrüstung. |                           | BW                             |
| Lubenec, Řepanská 265 (Standort)                  | Zeugmühle Lubenz                      | ehem. Zeugmühle Lubenz – Jelenský mlýn Lubenec, Mühle am östlichen Rande des Dorfes. |                           | BW                             |
| Drahonice, Řepany 1, OT von Lubenec (Standort)    | Mühle Drahenz                         | ehem. Mühle Drahenz – Řepanský mlýn; Mühle, bereits 1713 erwähnt, nach 1945 Betrieb eingestellt, jetzt Wohnhaus. |                           | BW                             |
| Kryry, Hlavní 57 (Standort)                       | Obermühle Kriegern                    | ehem. Obermühle Kriegern – Horní mlýn Kryry; stillgelegte Mühle, jetzt Wohnhaus. |                           | BW                             |
| Očihov 49 (Standort)                              | Otschehauer Mühle                     | ehem. Otschehauer Mühle – Očihovský mlýn; bis 1945 in Betrieb, danach zu Wohnzwecken umgebaut. |                           | BW                             |
| Blšany, Žatecká 20 (Standort)                     | Flöhauer Mühle                        | ehem. Flöhauer Mühle – Blšanský mlýn. Die Mühle in Flöhau bei Podersam befand sich im Dorf an der Straße nach Žatec (Saaz), 2022 abgerissen. |                           | BW                             |
| Liběšovice, Čárka 115, OT von Blšany (Standort)   | Zarcher Mühle                         | ehem. Zarcher Mühle – Čárecký mlýn; Mühle in Čárka, nicht mehr in Betrieb, jetzt Wohnhaus. |                           | BW                             |
| Libořice 45 (Standort)                            | Liboritzer Mühle                      | ehem. Liboritzer Mühle – Libořický mlýn; die Mühle befindet sich an der Dorfstraße, südöstlich der Kirche Mariä Himmelfahrt, jetzt ein Wohnhaus. |                           | BW                             |
| Železná 17, OT von Libořice (Standort)            | Mühle Schelesen                       | ehem. Mühle Schelesen – Mlýn v Železné; Sägemühle Železná, hinter der Eisenbahnbrücke, jetzt ein Sägewerk. |                           | Mühle Schelesen                |
| Měcholupy (Standort)                              | Michelober Mühle                      | ehem. Michelober Mühle – Měcholupský mlýn. Die Mühle wurde 1860 vom Brauereiunternehmer Anton Dreher dem Älteren (1810–1863) gekauft und im Mai 1872 durch ein Hochwasser beschädigt, in den 1950er Jahren stillgelegt, abgerissen (wüst). |                           | BW                             |
| Holedeč 63 (Standort)                             | Neumühle Holletitz                    | ehem. Neumühle Holletitz – Nový mlýn Holedeč; Mahl- und Sägemühle südwetlich des Dorfes Holedeč, stellte in den 1950er Jahren den Mahlbetrieb ein. |                           | Neumühle Holletitz             |
| Stránky 1, OT von Holedeč (Standort)              | Tronitzer Mühle                       | ehem. Tronitzer Mühle – Stránecký mlýn am Goldbach; ehem. Mühlenhof im Dorf Stránky u Holedče, Betrieb nach 1945 eingestellt, jetzt Wohnhaus. |                           | Tronitzer Mühle                |
| Nečemice 44, OT von Tuchořice (Standort)          | Netschenitzer Mühle                   | ehem. Netschenitzer Mühle (Nečemický mlýn) am Klutschkauer Bach (Klučecký potok), Betrieb nach 1945 eingestellt, jetzt Wohnhaus |                           | BW                             |
| Líčkov 91, OT von Liběšice (Standort)             | Tassauer Mühle                        | ehem. Tassauer Mühle in Litschkau (Tasovský mlýn) am Klutschkauer Bach (Klučecký potok), Betrieb nach 1945 eingestellt, verfallen |                           | BW                             |
| Kluček 19, OT von Liběšice (Standort)             | Klutschkauer Mühle                    | ehem. Klutschkauer Mühle (mlýn v Klučku) am Klutschkauer Bach (Klučecký potok), ab 1913 im Besitz von Josef Ehm, letzter Besitzer bis 1945 war Wenzel Ehm (1896–1962). Mühlenbetrieb nach 1945 eingestellt, danach verfallen und abgerissen. |                           | Klutschkauer Mühle             |
| Dobříčany 30 (Standort)                           | Dobritschaner Mühle                   | ehem. Dobritschaner Mühle – Dobříčanský mlýn am Goldbach; stillgelegte Mühle im Dorf Dobříčany bei Liběšovice, jetzt nur noch ruinöse Reste. |                           | Dobritschaner Mühle            |
| Trnovany 8, OT von Žatec (Standort)               | Hassmann-Mühle Trnowan                | ehem. Hassmann-Mühle Trnowan – Hassmannův mlýn Trnovany; große Mühle, deren ältester Teil aus dem 14. Jahrhundert stammt, jetzt Wohnhaus. | 106887 Info Katalog       | Hassmann-Mühle Trnowan         |
| Mühlen an der Hasina                              |                                       | |                           |                                |
| Pnětluky 46 (Standort)                            | Netluker Mühle                        | ehem. Netluker Mühle – Pnětlucký mlýn am Pnětlucký potok; alte Dorfmühle, im 20. Jahrhundert umgebaut und mit Turbinenbetrieb ausgestattet, jetzt verfallen. |                           | BW                             |
| Konětopy u Pnětluk 31, OT von Pnětluky (Standort) | Konotoper Mühle                       | ehem. Konotoper Mühle – Konětopský mlýn am Bach Hasina; erste schriftliche Erwähnung der Mühle von 1690, jetzt ein mehrstöckiges Backsteinhaus mit kunstvoller Komposition auf einem Areal mit mehreren Gebäuden, jetzt Wohnhaus. |                           | BW                             |
| Touchovice 37, OT von Hřivice (Standort)          | Tauchowitzer Mühle                    | ehem. Tauchowitzer Mühle – Touchovický, Mrázkův mlýn; Mühle am östlichen Rand von Touchovice, bereits 1555 erwähnt. Kulturelle Nutzung: 1882 als Laientheater, 1925 als Kino. In der Ersten Republik erweitert und modernisiert, in den Jahren 1947-1950 wurde sie erneut modernisiert und auf elektrischem Antrieb umgebaut, 1959 verstaatlicht, 1964 wurde der Betrieb eingestellt und die Mühle in eine Hopfentrocknungsanlage umgewandelt. 1992 restituiert, jedoch nicht mehr als Mühle genutzt, jetzt Wohnhaus. |                           | Tauchowitzer Mühle             |
| Jimlín 26 (Standort)                              | Imlinger Mühle                        | ehem. Imlinger Mühle – Jimlínský mlýn; ein großes Mühlengebäude mit Silo am Ortsrand, das ab 1991 schrittweise repariert und zum Wohnhaus umgebaut wurde. |                           | BW                             |
| Lipenec 58, OT von Lipno u Postoloprt (Standort)  | Mühle Lippenz                         | ehem. Mühle Lippenz in der Ortslage Hasina – mlýn Hasina; verfallene Mühle im Tal des Flusses Hasina, Ruine |                           | BW                             |
| Mühlen am Smolnický potok (Smolnitzer Bach)       |                                       | |                           |                                |
| Ročov 71 (Standort)                               | Mühle Rotschow                        | ehem. Mühle Rotschow – mlýn v Dolním Ročově, Iblův mlýn am Klášterský potok; urspr. Klostermühle, Mühle und Bäckerei waren während des Zweiten Weltkriegs noch in Betrieb, nach 1948 wurde das gesamte Areal von der Landwirtschaftlichen Produktionsgenossenschaft (JZD) übernommen, die Stallungen und Getreidespeicher nutzte. Die Mühlengebäude waren stark baufällig. Nach 1990 wurde die Mühle als restituiert und weiterverkauft, jetzt Wohnhaus. |                           | BW                             |
| Úlovice 12, OT von Ročov (Standort)               | Aulowitzer Mühle                      | ehem. Aulowitzer Mühle – Úlovický mlýn am Klášterský potok; eine kleinere Mühle direkt im Dorf gelegen. |                           | BW                             |
| Břínkov 21, Ortslage Brodecký mlýn (Standort)     | Brodetzer Mühle                       | ehem. Brodetzer Mühle – Brodecký mlýn, Břinkovský mlýn am Klášterský potok; eine abgelegene Mühle zwischen Břínkov und Brodec, ungewöhnlich ist der große elektrische Transformator, der direkt in die Räumlichkeiten eingebaut ist. |                           | BW                             |
| Brodec 3 (Standort)                               | Schlossmühle Brodetz                  | ehem. Schlossmühle Brodetz – Podzámecký, Brodecký mlýn am Klášterský potok; eine klassizistische Gutsmühle, urspr. vermutlich zum Schloss Brodec gehörend. |                           | BW                             |
| Smilovice 32 (Standort)                           | Smilowitzer Mühle                     | ehem. Smilowitzer Mühle – Smilovický mlýn am Smolnický potok unterhalb vom am Smilovický rybník. Von der größeren Mühle nördlich des Dorfes war nur noch die Ruine des letzten Wirtschaftsgebäudes übrig. Die Überreste der Mühle wurden zum Gästehaus umgebaut. |                           | BW                             |
| Vinařice 38 (Standort)                            | Winarschitzer Mühle                   | ehem. Winarschitzer Mühle – Solostrý, Soloství, Vinařický mlýn; eine Mühle zwischen der Orten Divice und Vinařice. |                           | BW                             |
| Divice 19, OT von Vinařice (Standort)             | Diwitzer Mühle                        | ehem. Diwitzer Mühle – Divický, Křenkův mlýn; eine große Walzenmühle am nördlichen Ortsrand. |                           | BW                             |
| Brloh 59 (Standort)                               | Smolnitzer Mühle                      | ehem. Smolnitzer Mühle – Smolnický mlýn am Smolnický potok (Smolnitzer Bach); geschlossener Mühlenhof mit ehemaliger Wassermühle am Smolnický potok zwischen den Dörfern Brloh und Smolnice. |                           | BW                             |
| Brloh 26 (Standort)                               | Werner-Mühle Bierloch                 | ehem. Werner-Mühle Bierloch – Vernerův mlýn Brloh am Smolnický potok; urspr. Gutsmühle vom Schloss Cítoliby aus der ersten Hälfte des 17. Jahrhunderts, um 1800 modernisiert. Das spätbarocke Hauptgebäude der Mühle mit stilvoller Empire-Fassade ist in zwei Raumeinheiten gegliedert. Der linke, zweigeschossige Teil diente Verwaltungs- und Wohnzwecken, der rechte, fünfgeschossige Teil beherbergte den eigentlichen Mühlenbetrieb. Die gesamte komplexe historische Mühlenausrüstung ist aus Holz gefertigt und vollständig erhalten. Die Mühle steht seit 2007 unter Denkmalschutz. Hier in der Mühle wurde der tschechische Organist und Komponist Wenzel Johann Kopřiva (1708–1789) geboren. | 102493 Info Katalog       | weitere Bilder                 |
| Chlumčany 6 (Standort)                            | Klumtschaner Mühle                    | ehem. Klumtschaner Mühle – Chlumčanský mlýn am Smolnický potok. Mühlenhof (Dreiseithof). Die Mühle existiert seit dem 16. Jahrhundert und war bis 1959 in Betrieb, jetzt Wohnhaus. |                           | BW                             |
| Blšany 33 (Standort)                              | Pschaner Mühle                        | ehem. Pschaner Mühle – Blšanský, Pšanský mlýn am Smolnický potok. Die Mühle ist sehr alt (erste Erwähnung 1402), im Jahr 1875 wurde sie umgebaut und vergrößert, 1928 wurde eine neue Mühlenausrüstung installiert, einschl. einer Turbine. Später als Jagdhaus genutzt, jetzt ein Wohnhaus. Seit 2006 ist die Mühle eine Ruine ohne Dach. |                           | BW                             |

## Ausführliche Denkmaltexte
1. ↑  
Papierfabrik Ernst Klüge Salmthal-Pstruží

Im Jahr 1872 gründete Karl Heinrich Klüge auf dem Areal der ehem. Mühle nahe der heutigen Straße eine Papierfabrik zur Herstellung von weißem Karton. Die Fabrik war hier ab 1880 in Betrieb und produzierte vor allem Bierdeckel für die Budweiser Brauerei Budvar, die mittels Vierfarben-Rotations-Druckmaschine bedruckt wurden. Zu Beginn des 20. Jahrhunderts ließ Ernst Klüge oberhalb der Mühle weitere Gebäude errichten. Bestandteil des oberen Areals war auch ein Wasserkraftwerk, das die Energie der Bäche Bystřice und Bílá Bystřice nutzte. Das Gebäude der ehemaligen Papierfabrik besteht aus mehreren miteinander verbundenen Gebäuden, die in L-Form angeordnet sind.

Der nördliche Teil besteht aus dem Hauptgebäude mit einem fast quadratischen Grundriss von 17 × 17 m und einem Lageranbau mit rechteckigem Grundriss. Das Hauptgebäude mit Kellergeschoss und 2 Stockwerken, bedeckt von einem Satteldach mit geringer Neigung, enthält im Kellergeschoss eine Werkstatt und einen Maschinenraum, im Erdfeschoss ein Lager und im Hochparterre eine Wohnung. Die Hauptfassade im Südwesten ist fünfachsig. Der Eingang auf der äußersten rechten Achse mit dem Treppenhaus wird durch einen flachen Vorsprung hervorgehoben, der von einem Mansarddach bedeckt ist. Das Mauerwerk des gesamten Gebäudes besteht aus Ziegeln, die Decken über dem Keller sind als Tonnengewölbe aus Ziegeln in Stahl-I-Trägern ausgeführt, die Decken über dem Erdgeschoss und das Dach sind mit Pfetten in Holzbauweise errichtet. Der Maschinenraum des Kleinwasserkraftwerks mit zwei Stockwerken wird von einem Walmdach überdacht. Die technologische Ausstattung besteht aus einer Peltonturbine aus dem Jahr 1917, Fallhöhe = 40 m und einem Asynchrongenerator mit einer installierten Leistung von 160 kW. Die Kraftübertragung erfolgt über einen Riemenantrieb mit vier Mehrfachkeilriemen.

Der südliche Teil besteht aus einem Gebäude auf rechteckigem Grundriss von 26 × 9 m mit einem Satteldach, ausgeführt mit einem Keller und zwei Stockwerken. Die gesamte Grundfläche des Untergeschosses wird als Werkstatt genutzt, im Erdgeschoss ist eine Zweizimmerwohnung eingerichtet, der restliche Teil wird als Lager genutzt. Das gesamte Gebäude ist aus Ziegeln errichtet, die Decken über dem Keller bestehen aus Stahlbeton. Die Decken über dem Erdgeschoss und die Dachstühle sind aus Holz. An der Nordostwand des Hauptgebäudes befindet sich im Erdgeschoss der Kesselraum, in dem sich ein zylindrischer Dampfkessel eingebaut ist. Es handelt sich um einen Backsteinbau mit rechteckigem Grundriss von 11 × 4,5 m, gedeckt mit einem Walmdach. Es umfasst auch einen konischen Ziegelkamin. 

Beschreibung des Denkmalwertes: Das auf seine Art einzigartige Wasserwerk ist Teil eines relativ ausgedehnten Systems, das das Wasserkraftpotenzial der Bäche nutzt. Das Gebäude der ehemaligen Papierfabrik ist architektonisch nicht von überdurchschnittlicher Qualität. Es ist aber eines der letzten Zeugnisse eines einst vielversprechenden Industriezweigs, der lokale Rohstoffe und Wasserkraft nutzte und so Arbeitsplätze für die damaligen Bewohner der nicht sehr wohlhabenden Region bot. Es ist ein Beleg für bestimmte architektonische Merkmale, die für ein überwiegend von Deutschen bewohntes Gebiet typisch waren.